# Tetsushi Suwa
Tetsushi Suwa (jap. 諏訪 哲史, Suwa Tetsushi; * 26. Oktober 1969 in Nagoya) ist ein japanischer Schriftsteller.
Suwas Debütroman Asatte no hito (アサッテの人) erschien 2007 in der Literaturzeitschrift Gunzō, wie auch seine beiden folgenden Werke. Er wurde mit dem Gunzō-Nachwuchspreis (Gunzō Shinjin Bungakushō) ausgezeichnet und erhielt im gleichen Jahr den Akutagawa-Preis.

## Werke
- Asatte no hito (アサッテの人). Kōdansha, 2007, ISBN 978-4-06-214214-4
- Risun (りすん). Kōdansha, 2008, ISBN 978-4-06-214643-2
- Lombardia enkei (ロンバルディア遠景). Kōdansha, 2009, ISBN 978-4-06-215548-9
- Ryōdo (領土). Shinchōsha, 2011, ISBN 978-4-10-331381-6, Kurzgeschichtensammlung
- Suwa-shi monjū (スワ氏文集). Kōdansha, 2012, ISBN 978-4-06-218109-9
- Hen’ai zōshoshitsu (偏愛蔵書室). Kokushokankōkai 2014, ISBN 978-4-33-605828-7